# Hiliweto
Hiliweto is een bestuurslaag in het regentschap Nias Selatan van de provincie Noord-Sumatra, Indonesië. Hiliweto telt 534 inwoners (volkstelling 2010).